# Georg Abraham Schneider
Georg Abraham Schneider (Darmstadt, 19 d'abril de 1770 - Berlín, 19 de gener de 1839) fou un compositor alemany del Romanticisme.
Deixeble i gendre de Portmann, tocà l'oboè en un regiment, després fou músic de la cort de Schwerin i més tard en la capella reial de Berlín, on a partir de 1820 dirigí l'orquestra de l'Òpera i la música dels regiments de la Guàrdia.
Fou un compositor molt fecund i deixà gran nombre de ballets, entreactes, melodrames, oratoris, obertures, simfonies, molts retalls per a música de vent i les comèdies líriques Der Orakelspruch, Aucassin und Nicolette, Die Werschworenen, Der Traum i Der Werwolf.